# Noel Bauldeweyn
Noel Bauldeweyn (* um 1480; † um 1530 in Antwerpen) war ein franko-flämischer Komponist und Sänger der Renaissance.

## Leben und Wirken
Der größte Teil des Lebenswegs von Noel Bauldeweyn ist bisher unbekannt geblieben. Das Jahr seiner Geburt und seines Todes kann nur indirekt und ungefähr abgeschätzt werden. Nachdem der Name Bauldeweyn um 1500 in Antwerpen häufiger vorkommt, wurde dort sein Geburtsort vermutet. Der einzige gesicherte Beleg über seine Tätigkeit ist ein Vermerk in den Kapitularakten der Kirche St. Rombaut in Mecheln, wo es heißt, dass ein „Natalis Balduini“ von 1509 bis 1513 hier als magister cantorum in der Nachfolge von Jean Richafort gewirkt hat. Dass er eine Position von so hohem Rang einnahm in einer Kirche, die ein musikalisches Zentrum war, und die auch von der burgundischen Hofkapelle benutzt wurde, zeigt an, dass er zu dieser Zeit mindestens 25 Jahre alt gewesen sein muss. Im Jahr 1513 nahm Nicolas Champion Bauldeweyns Stelle an St. Rombauts ein, aber die Umstände seiner Verabschiedung und wohin er ging, sind nicht bekannt.
Die außerordentlich weite Verbreitung seiner Kompositionen, die von Italien, Böhmen, den Niederlanden bis Spanien reicht, legen nahe, dass er auf Reisen gewesen sein könnte, aber es ist nicht bekannt, in welchem Zeitraum seines Lebens er dies tat; die offensichtliche Entwicklung seines Stils von einer frühen zur späten Musiksprache lässt aber vermuten, dass er als Komponist Jahrzehnte lang aktiv war.

## Bedeutung
Bauldeweyns Stil zeigt einerseits die kontrapunktische Art des späten 15. Jahrhunderts, die für die damalige Zeit etwas altertümelnd war, mit gelegentlichen rauen Dissonanzen, wie auch die Imitation und kanonische Schreibweise von Josquin des Prez und seinen Nachfolgern. In seinem Gesamtschaffen hat die Vertonung des Messordinariums eine hervorgehobene Bedeutung, wobei es eine augenfällige Beziehung seiner Messe „Quam pulchra es“ zur gleichnamigen Messe von Nicolas Gombert gibt. Ein Stilmerkmal dieser Gruppe von Werken ist unter anderem die sparsame Verwendung des sechsstimmigen Vollklangs. Im 16. Jahrhundert war die fünfstimmige Messe „En douleur en tristesse“ die wohl populärste Schöpfung Bauldeweyns; zu dieser Beliebtheit hat sicher die weit verbreitete Melodievorlage beigetragen. Dieses Werk enthält auch über weite Strecken das konstruktivistische Kanonprinzip. Die vierstimmige Messe „Da pacem Domine“ war lange Zeit Josquin des Prez zugeschrieben und ist somit auch in der Josquin-Gesamtausgabe enthalten. Quellen- und stilkritische Untersuchungen aus den Jahren 1972 und 1995 haben jedoch die Autorschaft Noel Bauldeweyns erwiesen.

## Werke
- Messen
  - Missa „A voce mutata“ zu vier Stimmen
  - Missa „Da pacem Domine“ zu vier Stimmen
  - Missa „En douleur en tristesse“ zu fünf Stimmen
  - Missa „Inviolata integra et casta es“ zu fünf Stimmen
  - Missa „Myn liefkens bruyn oghen“ zu vier Stimmen
  - Missa „Quam pulchra es“ zu sechs Stimmen
  - Missa „Sine nomine“ zu sechs Stimmen

Ferner weist eine Intabulierung mit dem Titel „Fantasia [...] de una missa de Baldoin“ in dem „Libro de música“ von Enríquez de Valderrábano (Valladolid 1547) auf eine bisher unbekannte Messe Bauldeweyns hin.
- Motetten
  - „Ad dominum cum tribularer“ zu fünf (?) Stimmen; nur Diskant erhalten
  - „Exaltabo te Deus meus“ zu vier Stimmen; nur secunda pars erhalten
  - „Gaude Dei genitrix“ zu vier Stimmen
  - „Gloriosus Dei Apostolus Bartholomaeus“ zu vier Stimmen
  - „Quam pulchra es“ zu vier Stimmen
  - „Qui diligitis Dominum“ zu drei Stimmen (= Benedictus der Missa „En douleur en tristesse“)
  - „Salve regina“ zu sechs Stimmen (Diskant zitiert den Diskant der Chanson „Je n'ay dueil“ von Johannes Ockeghem)
  - „Sancta Maria virgo virginum“ zu sechs Stimmen
  - „Si vos manseritis“ zu zwei Stimmen (= „Et ascendit“ der Messe „En douleur en tristesse“)
  - „Stabat virgo iuxta crucem“ zu sechs Stimmen (Quartus fehlt)
  - „Sum tuus in vita“ zu fünf Stimmen
  - „Tu Domine universorum“ zu sechs Stimmen
- Weltliche Lieder
  - „Ach Gott wem soll ich's klagen“ zu fünf Stimmen (= „En douleur en tristesse“); Intabulierung in Hans Newsidler: „Ein new geordnet künstlich Lautenbuch“, Nürnberg 1536
- Zweifelhafte Werke (Bauldeweyns Autorschaft ungesichert)
  - „Ach hülf mich layd“, weltliches Lied zu vier Stimmen, Zuschreibung an Josquin oder Pirson
  - „Ave caro Christi cara“, Motette zu vier Stimmen, Zuschreibung auch an Josquin, Quellenlage spricht für Bauldeweyn
  - „Benedicam Dominum“, Motette zu fünf Stimmen, Zuschreibung auch an Thomas Stoltzer, vermutlich aber von Bauldeweyn